# 下莱茵足球协会
下莱茵足球协会（德語：Fußballverband Niederrhein，简称下莱茵足协(FVN)）是下莱茵地区1,257个足球俱乐部、392,904位注册球员和9,311支参赛球队的伞式组织.它成立于1947年1月，总部设在杜伊斯堡，现为德国足球协会辖下的21个州级协会之一。下莱茵足协也是西德足球协会的组成部分，后者作为德国的五大地区级协会，其成员还包括下莱茵和威斯特法伦的州级足协。
下莱茵足协最著名的俱乐部有门兴格拉德巴赫、福尔图娜杜塞尔多夫、杜伊斯堡、红白埃森、红白奥伯豪森、伍珀塔尔，以及前职业俱乐部乌丁根05、黑白埃森、博霍尔特、索林根联盟和雷姆沙伊德。下莱茵足协覆盖的疆域为北莱茵-威斯特法伦的西北部，大致与杜塞尔多夫行政区的范围相当。